# Soriba Kouyaté
Soriba Kouyaté (Dakar, 23 de desembre de 1963 - París, 13 d'octubre de 2010) va ser un músic senegalès. Es va destacar com a intèrpret de kora (o arpa africana), instrument amb el qual ha interpretat jazz, blues, jazz, funky, reggae, música clàssica o oriental. Kouyaté forma part d'una família de griots (son pare ja era griot). Kouyaté recull aquesta tradició que està present dins de la família cultural i lingüística mandé. El griots eren músics i narradors d'històries ambulants, per això Kouyaté s'ha dedicat a arreplegar les històries tradicionals presents de forma oral en les ètnies com els peul, els malinke o els bamana. De fet, tot i que el centre de la cultura bamana es troba sobretot a Mali, els ha dedicat un dels seus discos Bamana (2001). No obstant això, com ja s'ha indicat, Kouyaté és un músic modern que inclou en els seus discos les influències d'altres músiques, com el jazz, el blues o altres d'arreu del món.

## Discografia[3]
- Djigui, Sowarex, 1997.
- Kanakassi, Act Music, 1999.
- Bamana, Act Music, 2001.
- Live In Montreux, Act Music, 2003.